# Physiphora tenuis
Physiphora tenuis är en tvåvingeart som beskrevs av Friedrich Hermann Loew 1868. Physiphora tenuis ingår i släktet Physiphora och familjen fläckflugor. Inga underarter finns listade i Catalogue of Life.